# Goodenia inundata
Goodenia inundata är en tvåhjärtbladig växtart som beskrevs av L.W.Sage och J.P.Pigott. Goodenia inundata ingår i släktet Goodenia och familjen Goodeniaceae. Inga underarter finns listade i Catalogue of Life.